# 伊藤みどり (卓球選手)
伊藤みどり（いとう みどり、1985年5月9日 - ）は、日本の卓球選手。東京都出身。四天王寺中学校・高等学校、筑波大学を経て十六銀行に在籍している。大学3年の時はユニバーシアード代表に選ばれて女子シングルスで3位となった。身長168cmという恵まれた体格を生かしたパワフルな両ハンドドライブが最大の武器。2007年の荻村杯では当時世界ランク9位だったキム・キョンアを破った。
名前の由来は緑の美しい季節から祖父が命名した。大学在学時に教職課程（保健体育）を取得。

## 主な戦績
- 2000年 全国中学校卓球大会女子シングルス優勝
- 2002年 全国高等学校総合体育大会卓球競技大会（インターハイ）女子シングルス優勝、女子団体準優勝
- 2003年 世界ジュニア卓球選手権団体準優勝
- 2004年 全日本大学対抗卓球選手権団体準優勝
- 2006年 全日本大学対抗卓球選手権団体準優勝
- 2007年 全日本学生卓球選手権大会女子シングルス準優勝